# Afrikanischer Waldbilch
Der Afrikanische Waldbilch (Graphiurus murinus) ist ein Nagetier in der Gattung der Afrikanischen Bilche, das im östlichen und südlichen Afrika vorkommt.

## Merkmale
Die Art ist mit einer Kopf-Rumpf-Länge von 81 bis 103 mm, einer Schwanzlänge von 69 bis 85 mm und einem Gewicht von etwa 17 g ein kleiner Vertreter der Familie Bilche. Sie hat 16 bis 20 mm lange Hinterfüße und 11,5 bis 16 mm lange Ohren. Die Farbe des seidenweichen Fells auf der Oberseite variiert zwischen goldbraun und graubraun, wobei rötliche oder kupferfarbene Töne vorkommen können. Bei einigen Exemplaren sind die Bereiche auf der Kopfmitte sowie auf dem Rücken dunkler. Auf der grauen Unterseite sind gelegentlich cremefarbene oder weiße Schattierungen vorhanden. Dunkle Ringe umgeben die großen Augen und die braunen Ohren sind abgerundet. Der Afrikanische Waldbilch hat weiße oder cremefarbene Wangen. Die meist weißen Hinterfüße sind durch einen dunklen Strich über die Mittelfußknochen gekennzeichnet. Die Haare auf dem Schwanz entsprechen in ihrer Färbung dem Fell der Oberseite. Sie sind dicht am Schwanzansatz mit 2 bis 4 mm kurz und an der Spitze mit bis zu 21 mm lang. Weibchen besitzen zwei Zitzen auf der Brust, zwei auf dem Bauch und vier im Leistenbereich.
Verglichen mit dem Kleinohr-Bilch (Graphiurus microtis) ist das oberseitige Fell dunkler und die Grenze zur hellen Unterseite weniger deutlich ausgeprägt. Kellens Bilch (Graphiurus kelleni) ist allgemein kleiner, hat jedoch im Verhältnis zum Körper größere Ohren.

## Verbreitung
Für den Afrikanischen Waldbilch sind mehrere disjunkte Population im Osten und Süden Afrikas bekannt. Das Verbreitungsgebiet reicht von Äthiopien über das östliche Grenzgebiet der Demokratischen Republik Kongo und Simbabwe bis nach Lesotho und Südafrika. Hier erreicht die Art auch die Provinz Westkap.
Dieser Bilch hält sich meist in Wäldern auf, die 1000 bis 4100 Meter hohe Gebirge bedecken. Zum Habitat zählen weiterhin Galeriewälder und Küstenwälder in tieferen Lagen. Gelegentlich besucht die Art felsige Grasflächen mit vereinzelten Bäumen. In seltenen Fällen kann der Afrikanische Waldbilch in trockenen Gebüschflächen angetroffen werden.

## Lebensweise
Wie andere Gattungsmitglieder klettert die Art meist auf Bäumen, wo sie oft in Baumlöchern oder -spalten ruht. Gelegentlich werden Nester in Bienenstöcken, in Schwalbennester oder in Gebäuden angelegt. Der Bau ist ein kugelförmiges Gebilde aus zerkleinertem Gras, Rinde und anderen Zutaten wie Moos oder Schafwolle.
Die Nahrung besteht überwiegend aus Insekten und anderen Wirbellosen, wobei regionale Unterschiede vorkommen. Der Afrikanische Waldbilch frisst auch Früchte, Blumen, Blätter, Stängel von Kräutern, Samen, Honig und selten kleine Wirbeltiere. Bei Nahrungsmangel oder Kälte nimmt die Art einen Starrezustand (Torpor) ein. Bei im Labor simulierten winterlichen Verhältnisse dauerten diese Schlafphasen bis zu 24 Stunden an.
In unterschiedlichen Regionen wurden trächtige Weibchen in unterschiedlichen Monaten registriert. Eine Studie aus Südafrika legt nahe, dass in dieser Region die Fortpflanzung auf den Sommer konzentriert ist. Pro Wurf kommen bis zu fünf Nachkommen vor, meist drei oder vier.

## Bedrohung
Für den Afrikanischen Waldbilch liegen keine bekannten Bedrohungen vor und die Gesamtpopulation wird als stabil eingeschätzt. Die Art wird von der IUCN als „nicht gefährdet“ (least concern) gelistet.